# 日鉄ケミカル&マテリアル
日鉄ケミカル&マテリアル株式会社（にってつケミカルアンドマテリアル、英文社名 NIPPON STEEL Chemical & Material Co., Ltd.）は、東京都中央区に本社を置く、日本製鉄グループの化学メーカー・素材メーカー。日本製鉄の完全子会社。
2018年に前身の新日鉄住金化学（存続会社）と新日鉄住金マテリアルズが経営統合し、現社名として発足した。主に石炭化学・石油化学分野、半導体・電子部品の材料・部材の事業を行う。

## 概要
製鉄過程でコークスを製造する際に発生するコールタールや、コークス炉ガス （COG) などを原料とする石炭化学事業と、石油精製過程で得られるナフサなどを原料とする石油化学事業を展開する化学メーカーで、芳香族化合物を始めとする化学品を主な製品としていた。2018年10月に、新日鉄住金化学と新日鉄住金マテリアルズが経営統合し、半導体用・電子部品用の材料・部材や、金属加工品などの製造も行うこととなった。
旧・新日鉄住金化学は、新日鐵化学時代に東京証券取引所に株式を上場していたが、2003年に新日鉄の完全子会社となったため、上場を廃止した。前身企業は1956年に設立された旧・八幡製鐵系列の化学メーカーで、明治時代にセメントの製造やコールタール蒸留などの事業も手がけていたが、いずれも分離しており現在は自社では行っていない。当時は国内では初の副産物回収型コークス炉を稼働させ、高炉スラグから生まれる化学品を再利用したロックウール事業を手がけた企業である。
製造拠点は、九州製造所（北九州市戸畑区、日本製鉄九州製鉄所八幡地区隣接）・広畑製造所（兵庫県姫路市、日本製鉄瀬戸内製鉄所広畑地区構内）・木更津管理室（日本製鉄東日本製鉄所君津地区隣接）の3か所がある。

## 沿革

### 新日本製鉄化学工業
- 1956年（昭和31年）10月1日 - 八幡製鐵所の化学・セメント部門が独立し、八幡化学工業株式会社設立。
- 1965年（昭和40年）4月 - 堺工場開設。
- 1968年（昭和43年）3月 - 君津製造所操業開始、コークス事業開始。
- 1969年（昭和44年）2月 - 大分製造所操業開始、石油化学部門に進出。
- 1970年（昭和45年）4月 - 新日本製鉄化学工業株式会社に社名変更。旧・富士製鐵の化学品販売業務を継承。

### 日鐵化学工業
- 1939年（昭和14年） - 日本ピッチコークス株式会社設立。
- 1949年（昭和24年） - 日鐵化学工業株式会社に社名変更。

### 新日鐵化学→新日鉄住金化学
- 1984年（昭和59年）4月1日 - 新日本製鉄化学工業が日鐵化学工業を合併、新日鐵化学株式会社が発足。
- 1987年（昭和62年）3月 - 東証2部に株式上場。
- 1990年（平成2年）9月 - 東証1部に指定替え。
- 1991年（平成3年）4月 - 新日鉄広畑製鐵所の化学部門を継承し、広畑製造所が発足。
- 1999年（平成11年）2月1日 - セメント事業を新日鐵高炉セメントとして分社化（親会社の新日鐵資本）。
- 1999年（平成11年）4月 - ポリスチレン事業を東洋スチレンへ移管。
- 2003年（平成15年）7月23日 - 上場廃止。
- 2003年（平成15年）7月29日 - 株式交換により、新日鉄の完全子会社となる。
- 2004年（平成16年）10月1日 - シーケムを設立し、タール事業を移管。
- 2007年（平成19年）7月1日 - 会社分割により、コークス事業と君津製造所を新日鉄に移管。
- 2010年（平成22年）4月1日 - 製造を除くエポキシ樹脂事業を新日化エポキシ製造から移管。
- 2011年（平成23年）8月1日 - 昭和電工との合弁によりNSスチレンモノマーを設立し、芳香族化合物事業を移管。
- 2012年（平成24年）10月1日 - 新日鉄住金化学株式会社へ商号変更。

### 日鉄ケミカル&マテリアル
- 2018年（平成30年）10月1日 - 新日鉄住金マテリアルズ株式会社と合併し、日鉄ケミカル&マテリアル株式会社へ商号変更。

## 主な製品
- 基礎化学品
  - ベンゼン
  - トルエン
  - キシレン
  - スチレンモノマー
  - フェノール
  - ビスフェノールA
  - 硫酸アンモニウム
- 潤滑油・グリース
- 工業用ガス（酸素・窒素・アルゴンなど）
- 機能性化学品
  - ビフェニル
  - ジビニルベンゼン
- エポキシ樹脂
- 液晶ディスプレイ（LCD）用材料
- フレキシブルプリント基板（FPC）用2層銅張積層板（CCL）
- 回路実装材料
- 有機ELディスプレイ材料
- 半導体・電子部品用
  - ステンレス箔（ステンレス精密圧延品） - 金属箔工場（山口県光市）で製造
  - 半導体封止材用シリカ球状微粒子 - マイクロン事業部（兵庫県姫路市）で製造
  - アルミナ球状微粒子 - 同上
  - 炭化ケイ素ウェハー
  - 化学機械研磨（CMP）パッド用コンディショナー - CMPドレッサーユニット（愛知県東海市、名古屋製鉄所内）で製造
  - 金属加工品（スパッタリングターゲット材など） - HIPユニット（福岡県北九州市戸畑区、八幡製鉄所内）で製造
- 自動車排気ガス浄化用ステンレス担体 - メタル担体工場（愛知県東海市、名古屋製鉄所内）で製造
- 炭素繊維強化プラスチック（CFRP）- コンポジット事業部姫路工場（兵庫県姫路市）で製造

## 主な関係会社

### 日本国内
- 日鉄エポキシ製造株式会社 - エポキシ樹脂メーカー。旧・東都化成株式会社→新日化エポキシ製造株式会社で、2018年10月に現社名へ変更。1995年8月に子会社化、現在は完全子会社。
- 日鉄カーボン株式会社 - カーボンブラックメーカー。完全子会社。
- 株式会社シーケム - コールタールの蒸留設備を持つ、タール製品メーカー。完全子会社。かつては新日鐵住金（当時）系列のエア・ウォーターも出資していた。
- 新日本テクノカーボン株式会社 - 炭素・黒鉛製品メーカー。NSCMと日本カーボンの折半出資。
- 東洋スチレン株式会社 - ポリスチレンメーカー。デンカが50%、NSCMが35%、ダイセルが15%出資。
- 日本クレノール株式会社 - キシレノール・オルソクレゾールを製造。旭化成ケミカルズが70%、NSCMが30%出資。
- NSスチレンモノマー株式会社 - スチレンモノマー・ベンゼン・トルエン・キシレンを製造。（ジビニルベンゼンはNSCMより製造受託）NSCMが51%、昭和電工が49%出資。
- 日鉄マイクロメタル株式会社 - 1987年設立。半導体の接続材料（ボンディングワイヤ・はんだボール）を製造。
- 日本グラファイトファイバー株式会社 - 1995年4月設立。炭素繊維メーカーで、ENEOSと共同出資。

### 日本国外
- 錦湖P&B化学株式会社 - 大韓民国において、ビスフェノールAを製造。錦湖アシアナグループとの合弁。2000年設立。
- 國都化学株式会社 - 大韓民国において、エポキシ樹脂などを製造。